# Filha da Mãe
Filha da Mãe (portugiesisch für: Mutters Tochter) ist eine tragikomische Filmsatire des portugiesischen Regisseurs João Canijo aus dem Jahr 1990. Die noch junge Rita Blanco spielt hier eine ihrer ersten Film-Hauptrollen, ihr Vater wird vom bekannten brasilianischen Schauspieler José Wilker (1944–2014) gespielt.

## Handlung
Maria ist keine einfache junge Frau: sie ist impulsiv, aggressiv, zynisch, albern und sentimental. Ihr Freund ist der Kleinkriminelle Adriano, der um sozialen Aufstieg bemüht ist. Ihre Mutter ist die wohlhabende, aber unsichere und boshafte Schauspielerin Júlia, die ein Verhältnis hat mit Gigi, einem drogenabhängigen Schauspielkollegen, der chronisch pleite ist und sich zudem nicht entscheiden kann zwischen Júlia und Dalila, seiner Schauspielkollegin auf der Bühne.
Die Lage spitzt sich zu, als am Theater die Tochter, ihr Freund, ihre Mutter und deren Geliebter, zusammen mit zwei weiteren Kleinkriminellen, durch unglückliche Umstände einen Wärter am Theater töten.
Marias Vater ist der Künstler Álvaro, der vor gut 20 Jahren nach Brasilien abgetaucht ist und nun plötzlich wieder auftaucht und so tun möchte, als sei nichts geschehen. Doch er trifft auf kein kleines Mädchen, sondern eine eigenwillige junge Frau, von der er obendrein nicht ganz sicher sein kann, ob sie wirklich von ihm ist. Durch das Auftauchen des Vaters verändert sich nun alles im Gefüge der Beteiligten.
Nach anfänglichen Schwierigkeiten finden der abgeklärte Vater und die impulsive Tochter dann unerwartet schnell zueinander.

## Produktion und Rezeption
Der Film wurde von Mai bis August 1989 in Lissabon gedreht und von der portugiesischen Filmproduktionsgesellschaft Filmargem produziert, in Koproduktion mit der französischen Gemini Films und mit finanzieller Beteiligung durch den portugiesischen öffentlich-rechtlichen Fernsehsender RTP, die portugiesische Filmförderungsanstalt IPC (heute ICA) und die Gulbenkian-Stiftung.
Der Film feierte seinen Kinostart am 3. Mai 1990 in nur drei Kinos (2 × Lissabon und 1 × Braga), wo er mit 6.700 Zuschauern vergleichsweise erfolgreich war.
Die Kritik nahm den Film gemischt auf. Gelobt wurden die überzeugenden Schauspielleistungen der meisten Haupt- und Nebendarsteller, kritisiert wurde das inkonsequente Drehbuch, das dem Film eine schlüssige Geschichte vorenthalte, der so eher eine Anreihung von Szenen sei.
Am 23. Oktober 2021 lief der Film erstmals im portugiesischen Fernsehen, im öffentlich-rechtlichen Sender RTP2, wo er am 16. April 2022 wiederholt wurde.
Filha da Mãe erschien 2004 als DVD bei Madragoa Filmes bzw. Lusomundo (heute Teil des Medienunternehmens NOS).